# Рехневский, Фаддей Юльевич
Фаддей (Тадеуш) Юльевич Рехневский (пол. Tadeusz Rechniewski, 1862 — 1916) — польский революционер, один из руководителей I Пролетариата.

## Биография
Из дворян. В 1879 г. поступил на юридический факультет Петербургского университета. Там познакомился с членами Народной воли и польских социалистических организаций и принял участие в студенческом движении. После объединения польских кружков с I Пролетариатом, осуществлял его связь с Народной волей. Арестован и приговорен к 14 годам каторги. В 1886 г. прибыл на Кару, где руководил занятиями по изучению «Капитала» Карла Маркса и пережил Карийскую трагедию.
В 1889 г. на Кару приехала его жена Витольда Рехневская, которая стала помогать в бытовой поддержке заключённых. В 1894 г. отправлен на поселение в Забайкальскую область. Работал на строительстве железной дороги: чертежником, разбивщиком территории, проводил бурение для исследования грунтовых вод. В 1901 г. уехал в Иркутск, где сотрудничал с газетой «Восточное обозрение». Всё это время продолжал заниматься революционной деятельностью и организовывал побеги ссыльных. Во время Первой русской революции арестован за участие в митингах. После освобождения уехал в Польшу и стал одним из руководителей ППС—левицы и редактором её печатного органа (1906—1914). В 1915 г. стал одним из основателей Народного университета в Варшаве.